# منتخب جنوب إفريقيا لكرة الصالات
منتخب جنوب أفريقيا لكرة الصالات (بالإنجليزية: South Africa national futsal team)‏ هو ممثل جنوب أفريقيا الرسمي في المنافسات الدولية في كرة الصالات
.